# Collegium Virginum

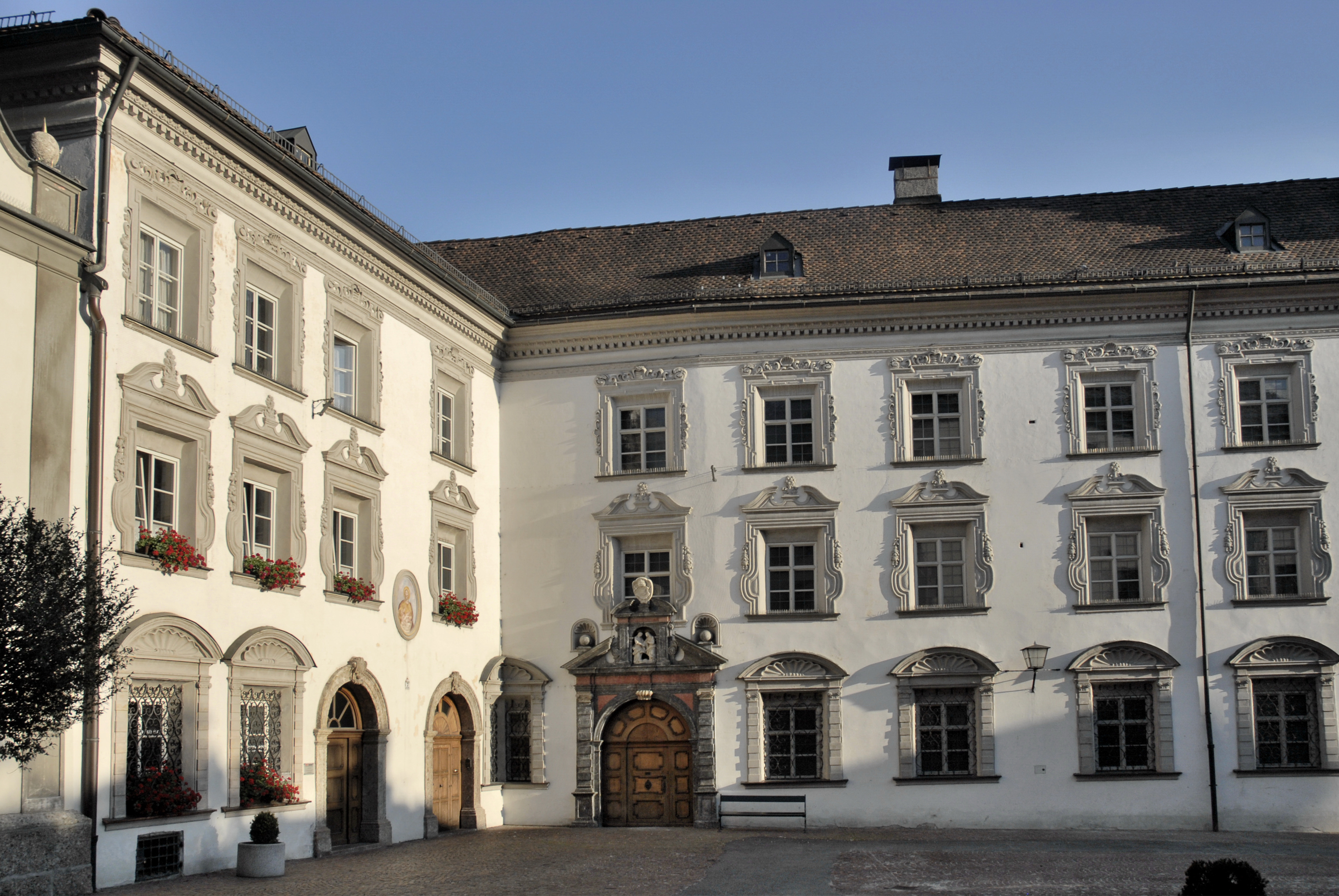
Il Damenstift di Hall, sede del Collegio

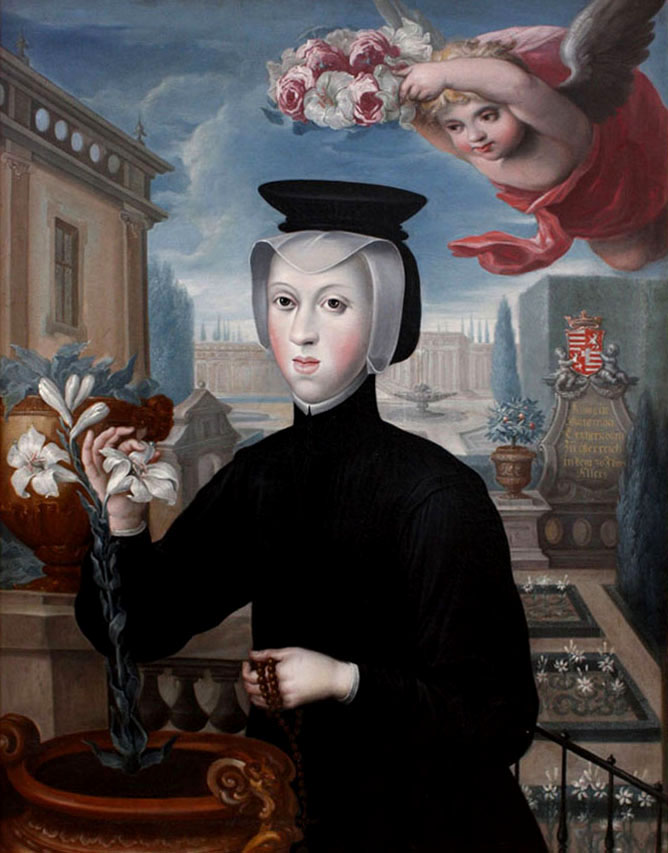
Ritratto di una vergine del Collegio di Hall

Il Collegium Virginum di Hall fu una società femminile di vita comune destinata a dame provenienti da famiglie nobili e notabili degli stati asburgici e organizzata sul tipo della Compagnia di Gesù. Ad esso faceva capo la Basilica del Sacro Cuore.

## Storia
L'istituto fu fondato nel 1569 ad Hall, persso Innsbruck, da tre figlie dell'imperatore Ferdinando I d'Asburgo, le arciduchesse d'Austria Margherita, Elena e Maddalena (che fu la prima superiora della comunità).
Le 263 vergini del collegio conducevano una vita ritirata sotto l'assistenza spirituale dei gesuiti; osservavano degli statuti redatti per loro su indicazione di Pietro Canisio sul modello delle costituzioni della Compagnia di Gesù.
Poiché i gesuiti non potevano accettare la direzione di religiose, il collegio non prese mai la denominazione di monastero. Per trattenere i gesuiti ad Hall, nel 1608 il duca Guglielmo V di Baviera eresse per loro una chiesa.
Erano tenute a sei ore di preghiera ed esercizi spirituali al giorno; non avevano inservienti e provvedevano personalmente ai lavori domestici. Si dedicavano all'assistenza a poveri, orfani e ammalati di Hall: il medico del collegio curava gratuitamente i poveri e la farmacia provvedeva alle medicine.
La superiora era eletta a vita dalle vergini del collegio e poteva essere dimessa in caso di inabilità. Si succedettero nella direzione del collegio dame provenienti dalle famiglie Wolkenstein, Brandis, Fugger, Hohenzollern, Herberstein, Arco.
L'istituto era aperto alle giovani di nobile famiglia o di estrazione borghese provenienti dagli stati asburgici. Si entrava nella comunità dopo un anno di prova: non era prevista una professione, ma le vergini pronunciavano i voti di obbedienza e castità e la promessa di rimanere nell'istituto fino alla morte. Non era prevista una vera clausura, ma le vergini non potevano uscire dal collegio se non in caso di necessità.
L'uniforme delle vergini era costituita da un abito nero con croce e rosario e una berretta.
Il collegio fu soppresso nel 1783 dall'imperatore Giuseppe II d'Asburgo-Lorena.